# Les Jeunes Socialistes
Pour les articles homonymes, voir Mouvement des jeunes socialistes.
Les Jeunes socialistes (JS), anciennement désigné sous l'appellation Mouvement des Jeunes socialistes (MJS), est, depuis 1993 et sous sa forme actuelle, l'organisation politique des Jeunes socialistes de France. Mouvement de jeunesse autonome du Parti socialiste (PS) jusqu'en 2020, il a ses propres orientations politiques, prend position dans les grands débats politiques et participe aux campagnes électorales aux côtés des candidats socialistes.
L'histoire des Jeunes socialistes remonte à la création en 1912 de la section pour les jeunes de la Section française de l'Internationale ouvrière.

## Histoire des Jeunes socialistes en France

### La création
Bien que la Section française de l'Internationale ouvrière (SFIO) ait été créée en 1905, la section pour les jeunes n'est ouverte qu'en 1912 à la demande de l'Internationale socialiste.[Information douteuse]. La section « Jeunes » de la SFIO regroupe de jeunes salariés et des étudiants ; ceux-ci sont adeptes des thèses anti-militaristes de Gustave Hervé. Les JS fondent leur action sur le pacifisme et l'internationalisme, gênant la SFIO qui s'inquiète de l'image que donne la jeunesse socialiste, emportée dans des événements antipatriotiques, à son électorat naissant. Les relations se tendent entre la direction du parti et la section jeune.
La Première Guerre mondiale éclate, l'antimilitarisme vacille, les grands théoriciens pacifistes rejoignent le gouvernement de l'Union sacrée contre l'Allemagne. Les Jeunes Socialistes sont muselés par le Parti. En 1915, quelques jeunes socialistes créent, avec les jeunes socialistes allemands, l'OIJS, l'Organisation internationale des jeunes socialistes (actuellement IUSY).

### La scission
La révolution russe bouleverse les rangs socialistes. Les militants de la SFIO s'enthousiasment, débattent ou bien encore prennent leurs distances. Mais les Jeunes Socialistes sont de ceux qui applaudissent la révolution bolchevique et sans surprise votent l'adhésion à l'Internationale Communiste des jeunes dès octobre 1920 : la majorité des JS deviennent communistes (75%). Malgré la création d'un comité pour l'autonomie, les effectifs des Jeunes Socialistes diminuent, l'organisation tombe dans le coma.[réf. nécessaire]

### La renaissance
À la fin des années 1920, certains militants participent à la création des faucons rouges. Des jeunes intellectuels de gauche relancent la section jeune de la SFIO, les animateurs principaux sont Léopold Sédar Senghor, Claude Lévi-Strauss ou bien encore Georges Pompidou. En 1924 est créée la Ligue d'action universitaire républicaine et socialiste (L.A.U.R.S.) par Paul Ostaya. Mais l'organisation reste essentiellement parisienne et étudiante. Les effectifs dépassent le millier d'adhérents, le renouveau militant, impulsé par Léon Blum et Paul Faure, profite aux JS mais la direction du Parti se méfie toujours de la jeunesse et lui refuse l'autonomie.[réf. nécessaire]
À la suite de l'arrivée au pouvoir de Benito Mussolini en Italie et de la montée des organisations fascistes en France, les Jeunes Socialistes font de l'antifascisme leur combat prioritaire. La tentative de coup d'État menée par les ligues d'extrême-droite en février 1934(voir Crise du 6 février 1934), renforce les rangs de l'organisation qui atteint le chiffre de 34 000 militants[réf. nécessaire].

### La victoire du Front populaire et la dissolution
En 1936, la victoire du Front populaire dirigé par Léon Blum permet aux JS d'atteindre plus de 50 000 adhérents[réf. nécessaire]. Mais une lutte d’orientation débute au sein de l'organisation. En effet, les trotskistes font, dès 1934, de l'entrisme au sein de la SFIO. Par ailleurs, la gauche du parti s’organise autour de Marceau Pivert qui anime le courant de la Gauche révolutionnaire au sein de la SFIO.
Les jeunes trotskistes prennent autour de Fred Zeller la direction de la fédération de la Seine (Paris) qui est la plus grosse fédération de Jeunes Socialistes. Ils éditent le journal Révolution, tiré à plus de 70 000 exemplaires[réf. nécessaire].
Profitant des contestations des Jeunes Socialistes contre la pause de novembre 1936 et du refus du gouvernement de Blum d’intervenir en Espagne, les JS de la Seine organisent une manifestation avec les militants de la Gauche révolutionnaire de Pivert contre un meeting fasciste. La manifestation tourne au bain de sang, 6 manifestants sont tués par la police et une militante socialiste, Solange Demangel, est mortellement blessée (elle décède peu après). Le lendemain, les JS de la Seine titrent leur journal : « 8 milliards pour l’emprunt, 6 morts à Clichy : l’argent de la bourgeoisie se paie du sang des ouvriers. »[réf. nécessaire]
Les Jeunes Socialistes et les Faucons rouges sont dissous.[réf. nécessaire]
En 1938, la SFIO dissout la Gauche révolutionnaire et exclut Marceau Pivert du parti. Les exclus fondent le Parti socialiste ouvrier et paysan (PSOP), l'extrême gauche s'organise.[réf. nécessaire]

### La Seconde Guerre mondiale
Les Jeunes Socialistes sont présents dans la Résistance comme Adolphe Coll mais les jeunes communistes sont plus actifs et l'action des JS est peu relevée.[réf. nécessaire]

### LaIVeRépublique et la décolonisation
À la Libération, les Jeunesses socialistes sont réorganisées sous le contrôle de la SFIO. Noyautées par des militants trotskystes du PCI, les JS, qui publient Le Drapeau rouge, ont 20 000 adhérents à la fin 1945. Yvan Craipeau, cadre du PCI qui a envoyé André Essel, futur PDG de la Fnac, aux JS, fait des « réunions de fraction » avec l'intégralité de la direction des JS et 3 des 12 membres de la direction du SFIO (dont le secrétaire national adjoint Yves Dechezelles). Les jeunes socialistes et les jeunes trotskystes font, en 1945-47, des stages et des camps d'été communs ; ensemble, ils prennent le contrôle des Auberges de jeunesse (40 000 adhérents à l'époque).
Les JS prennent position contre la politique coloniale et particulièrement contre la guerre en Indochine, ce qui provoque de fortes tensions avec la SFIO.[réf. nécessaire]
1947 : Grèves aux usines Renault, manifestation des JS contre Ramadier et Jules Moch au Père Lachaise. La même année, Stéphane Just, responsable des JS pour la fédération de la Seine, en est exclu, et rejoint le PCI.[réf. nécessaire]
Fin 1947, le ministre de l'Intérieur Édouard Depreux ayant reçu, d'un policier, la sacoche égarée d'André Essel, la SFIO de Guy Mollet décide d'exclure les JS de la SFIO, qui sont suivis de la tendance de l'Action socialiste et révolutionnaire (ASR) de Dechézelles. Craipeau propose une fusion avec le PCI, laquelle est refusée par la direction de ce dernier: finalement, l'ASR et les JS rejoignent le Rassemblement démocratique révolutionnaire (RDR), dirigé par Sartre et Rousset).
Début des années 1950, fondation par Pierre Mauroy de la Fédération Léo-Lagrange, refondation des JS. Pierre Mauroy, proche de Guy Mollet : JS silencieux sur l'Algérie.[réf. nécessaire]
Scission des Pivertistes (ex-GR) et Blumistes qui participent à la fondation du Parti socialiste autonome (PSA).[réf. nécessaire]
Avec la création du Parti socialiste unifié (PSU) en 1960, sont créés les Étudiants socialistes unifiés (ESU).[réf. nécessaire]

### LaVeRépublique et la fin de la SFIO
Les JS ne sont plus très nombreux. La priorité est donnée à la Fédération Léo-Lagrange et à la prise de contrôle de l'UNEF.
Les JS sont pratiquement absents du mouvement de Mai 1968.

### 1971-1992
François Mitterrand autorise la refondation des JS et ES (Étudiants socialistes, dont le premier président fut Patrick Debono[réf. nécessaire]).
1975 : congrès de Pau, JS dirigé par le CERES (Chevènement), Édith Cresson est envoyée par Mitterrand pour purger l'organisation. Le Mouvement de la jeunesse socialiste devient une courroie de transmission du PS, le JS est dirigé par un secrétaire national à la Jeunesse nommé par le premier secrétaire du PS :
- Édith Cresson
- Alain Barrau
- Jack Lang (1988)
- Claude Bartolone
- Jean-Marcel Bichat
- Claude Fleutiaux

Développement organisations associatives et syndicales : Information pour les droits du soldat, SOS Racisme, UNEF-ID, FIDL.

### Vers l’autonomie (1992-2005)
Michel Rocard, alors premier secrétaire du Parti socialiste, donne l'autonomie aux jeunes socialistes et les laisse créer lors du congrès d'Avignon le Mouvement des Jeunes Socialistes.
Sous la présidence de Benoît Hamon, le MJS serait passé de 500 à 3000 adhérents[réf. nécessaire]. Il développe également le mouvement sur le territoire français. Pour devenir président de cette organisation qui vient d'accéder à l'autonomie, il fait passer l'âge limite de 25 à 29 ans, alors qu'il a 26 ans.
En 1994, sous le gouvernement Balladur, le MJS critique « la France en pyjama » et parvient avec un petit commando à se retrouver en pyjama sous les fenêtres du Premier ministre, marquant une série de coups médiatiques. Hamon met en place des carrés de jeunes dans les meetings afin de les rendre plus vivants.
Le mouvement se dote d'une orientation politique propre, d'un bureau national et d'un président, Benoît Hamon et d'un vice-président, Christophe Rouillon. Pour la première fois, la totalité des instances du MJS (locales et nationales) n'est plus désignée par le PS, mais élue directement par les adhérents du MJS. Cette autonomie, qui n'a pas été remise en cause par le PS ni par le MJS, a contribué à son développement. De moins de 1000 membres, les adhérents sont passés à environ 7500 en 2014[réf. nécessaire]. La lutte contre l'extreme-droite est une priorite du mouvement qui publie un livre noir des alliances droite-extreme droite. Le courant majoritaire du MJS est depuis sa refondation dominé par Nouvelle Gauche et les courants qui lui ont succédé. Cette domination continue entretien les soupçons de fraude, que Benoît Hamon reconnaît implicitement.

### De 2009 à 2012
Peu de temps après le Congrès de Grenoble de 2009, est lancée par les Jeunes Socialistes une série de débats et de réflexions, nommée Perspectives 2012. Selon un calendrier défini nationalement, l'ensemble des fédérations des Jeunes Socialistes sont invités à travailler sur les thèmes choisis. Ces réflexions débouchent sur la constitution de conventions nationales, traçant ainsi la ligne des Jeunes Socialistes pour les élections présidentielles de 2012.

### Positionnement par rapport à la présidence de François Hollande
Les Jeunes Socialistes feront une campagne contre l'extension de la déchéance de la nationalité durant la présidence de François Hollande. Bien que dans un premier temps, le MJS suive la politique du gouvernement, des oppositions profondes ne tardent pas à apparaître.
En réaction à la première mouture du projet de loi El Khomri, le président des Jeunes Socialistes Benjamin Lucas affirme en février 2016 qu'il est « urgent de stopper la dérive libérale [alors que] la remise en cause du Code du travail marque une volonté de rupture »,.
Pour la primaire citoyenne de 2017, la majorité du MJS soutient la campagne de Benoît Hamon, certains Jeunes socialistes rejoignent quant à eux les rangs des Jeunes avec Macron.

### 2017-2022: crise interne et restructuration

Logo de 2011 à 2023

Le mouvement revendique en 2018 environ 4000 adhérents.
Le Canard enchaîné du 24 janvier 2018 évoque une perte de 3953 adhérents au cours du mandat de Benjamin Lucas, président de 2016 à 2018.
Le quotidien Libération publie le 14 novembre 2017 les accusations d'agressions sexuelles de huit femmes contre l'ancien président du Mouvement des Jeunes Socialistes, Thierry Marchal-Beck.
Au début de la présidence d'Emmanuel Macron, élu président de la République en mai 2017, le mouvement de jeunesse traverse non seulement une crise interne mais également avec la direction nationale du Parti. Roxane Lundy, de tendance écosocialiste est élue à la présidence du mouvement le 10 février 2018 mais le scrutin, boycotté par une partie des sensibilités minoritaires du mouvement, est contesté au sein même de l'organisation, notamment par une quarantaine d'animateurs fédéraux et locaux,,. Le 23 mars, elle annonce qu'elle quitte le PS pour Génération.s avec 25 des 30 membres du bureau national et « le Mouvement des jeunes socialistes va prendre son indépendance vis-à-vis du PS », bien que la question de l'appartenance du nom du mouvement reste en suspens,. Le 4 avril, Roxane Lundy, Thomas Kekenbosch (secrétaire général), et plus de 300 cadres nationaux du Mouvement expliquent leur choix dans une tribune sur Mediapart : « Pourquoi nous rejoignons Génération.s ».
Une direction collégiale est mise en place par les représentants des adhérents souhaitant rester au sein du PS et reconnue par celui-ci.
En mars 2019, à l'occasion d'une convention nationale à Lille, une nouvelle équipe nationale parmi laquelle deux coordinateurs nationaux, Sophie Dernois et Eliott Pavia-Ernest, et un porte-parole, Mehdi Chalah, est élue à la tête du mouvement.
En décembre 2020, le Parti socialiste engage un travail de reconstruction et une consultation interne sur le devenir des jeunes socialistes. Emma Rafowicz, adjointe au maire du 11e arrondissement de Paris, est nommée déléguée nationale du Parti socialiste chargée de la mobilisation des jeunes, avec pour mission de refonder le Mouvement des jeunes socialistes. En octobre 2021, elle est la cheville ouvrière de la refondation des Jeunes socialistes (JS), mouvement de jeunesse du PS avec le soutien du premier secrétaire Olivier Faure . La relance des JS étant réussie avec 4 000 adhérents revendiqués début 2023 contre 150 au lendemain de la présidence de François Hollande, Emma Rafowicz est élue en mai 2022, présidente des Jeunes socialistes avec 74 % des voix face à Arthur Moinet (26 %).

### Depuis 2023: Les Jeunes socialistes
La nouvelle identité visuelle des Jeunes socialistes est dévoilée en janvier 2023 dans une vidéo de vœux publiée sur les réseaux sociaux de l'organisation. Le "Mouvement des Jeunes socialistes" devient officiellement "Les Jeunes socialistes". Un congrès, présenté comme le "premier Congrès des Jeunes socialistes", est organisé à Lille, en présence d'Olivier Faure, Charlotte Brun, Arthur Delaporte, Fatiha Keloua-Hachi, Patrick Kanner et Rémi Cardon. Il se déroule le week-end des 1er et 2 avril 2023.
Emma Rafowicz est réélue présidente des Jeunes socialistes le 2 avril à la suite du vote des délégués, avec 85,8% des voix contre Arthur Moinet, à nouveau candidat,.
En 2025, le mouvement annonce tenir son deuxième congrès post-reconstruction les 17 et 18 mai à Nancy. Quatre Plans d'Action Nationaux (PAN) sont en lice : Le Changement des Jeunes Socialistes ; Le Poing Social ; La Montagne ; Le Printemps des Jeunes Socialistes, soit un de plus qu'au précédent congrès. Emma Rafowicz, présidente depuis 2020 et députée européenne depuis 2024, a annoncé vouloir céder sa place. De plus, approchant des 30 ans révolus, elle ne pourra bientôt plus prendre part aux travaux et activités des Jeunes Socialistes.

## Opérations Internet
Les Jeunes Socialistes ont depuis l'université d'été de La Rochelle 2009 fait évoluer leurs outils internet[réf. souhaitée]. Des sites satellites sont créés régulièrement en fonction de l'actualité. C'est ainsi que lorsque Brice Hortefeux apostropha un jeune militant UMP en plaisantant sur ses origines, les JS lancèrent une pétition en ligne avec possibilité pour le signataire de créer une affiche personnalisée, diffusable facilement sur Internet.

## Fonctionnement des JS
À tous les échelons, ce sont les adhérents qui choisissent leurs responsables.
Les JS se réunissent en congrès tous les deux ans.
- Le congrès national élit le président qui nomme le bureau national. Les délègues se prononcent sur les modifications statutaires, votent le quitus, le bilan de l'activité ainsi que le ou les projets d'orientation. Le président national des JS est dès lors membre de droit du Bureau national du Parti socialiste.
- Le congrès local a lieu dans le cadre des fédérations, qui correspondent géographiquement aux départements. Celui-ci entérine le bilan d'activité départemental, débat sur le projet d'orientation, élit le collectif fédéral et vote le quitus. Au sein du collectif fédéral est alors élu un animateur fédéral, qui devient alors le responsable des jeunes socialistes du département. L'animateur fédéral est membre de droit du secrétariat fédéral du parti socialiste.

Au niveau des fédérations, une assemblée générale est convoquée régulièrement par le collectif fédéral. Cette assemblée générale rassemble tous les adhérents des JS d'un département. Par décision du collectif fédéral, des équipes peuvent être créés. Ces équipes, rassemblant les militants en fonction d'un secteur géographique rétrécis par rapport au département, deviennent alors le lieu de l'engagement militant.
Au niveau régional, le comité de coordination régionale (CCR) coordonne l'action des fédérations au niveau régional. Il permet également de former les adhérents élus en son sein, qui doivent former à leur tour l'ensemble des adhérents.
Pour le journal Libération, le MJS est un mouvement très personnifié qui existe principalement à travers son président et non par ses fédérations locales.

## Liste des dirigeants

### Présidents de 1993 à nos jours

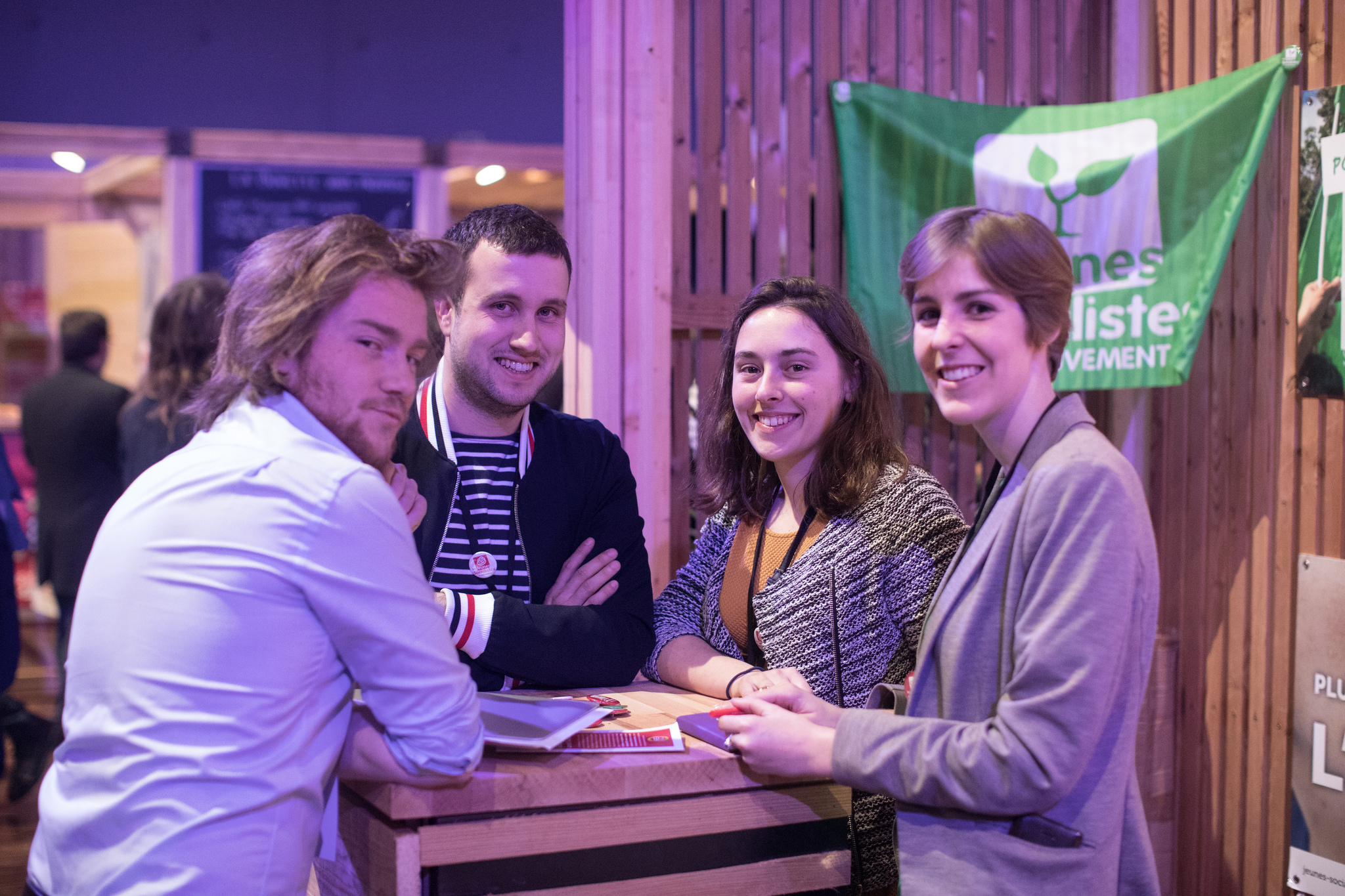
(De gauche à droite) Eliott Pavia Ernest, Matthieu Jouvet, Mahaut Bertu, Pauline Blanc -

- Benoît Hamon (1993-1995)
- Régis Juanico (1995-1997)
- Hugues Nancy (1997-1999)
- Gwenegan Bui (1999-2001)
- Charlotte Brun (2001-2003)
- David Lebon (2003-2005)
- Razzy Hammadi (2005-2007)
- Antoine Détourné (2007-2009)
- Laurianne Deniaud (2009-2011)
- Thierry Marchal-Beck (2011-2013)[39]
- Laura Slimani (2013-2015)
- Benjamin Lucas (2015-2018)[40]
- Roxane Lundy (2018)[41]
- Direction collégiale (2018-2019)
- Emma Rafowicz (2020-2025)
- Rémi Boussemart (2025-)[42],[43]

## Liste des congrès
- 1993 : Avignon
- 1995 : Orléans
- 1998 : Toulon
- 1999 : Tours
- 2001 : Lille
- 2003 : Lamoura
- 2005 : Paris
- 2007 : Bordeaux
- 2009 : Grenoble
- 2011 : Strasbourg
- 2013 : Saint-Étienne[44]
- 2015 : Lille/Bagnolet
- 2018 : Bondy
- 2019 : Lille
- 2023 : Lille
- 2025 : Nancy

### Congrès d'Avignon (1993)
Cette autonomie, qui n'a pas été remise en cause par le PS ni par le MJS, a contribué à son développement. De moins de 1000 membres, les adhérents sont passés à environ 6000 selon les années.

### Congrès de Lille (2023)
Organisé du 1er au 2 avril 2023, il est le premier Congrès des Jeunes Socialistes en tant que mouvement politique de jeunesse autonome. Il atteste la reconstruction et la restructuration du mouvement après une période transitoire interne.
| Résultats                    | Résultats                    | Résultats                           | Résultats          | Résultats    | Résultats                  |
| Plan d'Action National (PAN) | Plan d'Action National (PAN) | Titre                               | Premier signataire | Résultat (%) | Sièges au Conseil National |
| ---------------------------- | ---------------------------- | ----------------------------------- | ------------------ | ------------ | -------------------------- |
|                              | A                            | La Vie en Rose                      | Arthur Moinet      | 14,6%        | 37                         |
|                              | B                            | Le Printemps des Jeunes Socialistes | Emma Rafowciz      | 76,4%        | 174                        |
|                              | C                            | Ensemble, réinventons !             | Cédric Ardouin     | 9%           | 19                         |

### Congrès de Nancy (2025)
Organisé du 17 au 18 mai 2025, il voit s'opposer quatre Plans d'actions nationaux. La majorité sortante du Printemps des Jeunes Socialistes est reconduite.
| Résultats                    | Résultats                    | Résultats                           | Résultats          | Résultats    | Résultats                  |
| Plan d'Action National (PAN) | Plan d'Action National (PAN) | Titre                               | Premier signataire | Résultat (%) | Sièges au Conseil National |
| ---------------------------- | ---------------------------- | ----------------------------------- | ------------------ | ------------ | -------------------------- |
|                              | 1                            | Le Changement Jeunes Socialistes    | Célia Landreau     | 4,87%        | 19                         |
|                              | 2                            | Le Poing Social                     | Maxime Cohen       | 15,18%       | 52                         |
|                              | 3                            | La Montagne                         | Lubin Dargère      | 7,96%        | 34                         |
|                              | 4                            | Le Printemps des Jeunes Socialistes | Rémi Boussemart    | 71,97%       | 241                        |

Pour le vote à la présidence, le Changement Jeunes Socialistes ne donnent pas de consignes de vote, La Montagne appelle à voter blanc et le Poing Social présente son premier signataire Maxime Cohen comme candidat tout comme Le Printemps avec Rémi Boussemart qui est élu président des Jeunes Socialistes avec 79,4% des voix des délégués,.  
| Résultats                    | Résultats                    | Résultats                           | Résultats          | Résultats                  | Résultats                   | Résultats         |
| Plan d'Action National (PAN) | Plan d'Action National (PAN) | Titre                               | Premier signataire | Résultat (en % d'exprimés) | Résultats (en % de votants) | Résultats en voix |
| ---------------------------- | ---------------------------- | ----------------------------------- | ------------------ | -------------------------- | --------------------------- | ----------------- |
|                              | 2                            | Le Poing Social                     | Maxime Cohen       | 20,6%                      | 16,7%                       | 44                |
|                              | 4                            | Le Printemps des Jeunes Socialistes | Rémi Boussemart    | 79,4%                      | 64,4%                       | 170               |
| Blancs et nuls               | Blancs et nuls               | Blancs et nuls                      | Blancs et nuls     | Blancs et nuls             | 18,9%                       | 50                |
| Votants                      | Votants                      | Votants                             | Votants            | Votants                    | 100%                        | 264               |
| Exprimés                     | Exprimés                     | Exprimés                            | Exprimés           | 100%                       | 81,1%                       | 214               |